# 张村乡 (德兴市)
张村乡，是中华人民共和国江西省上饶市德兴市下辖的一个乡镇级行政单位。

## 行政区划
张村乡下辖以下地区：
店前村、南岸村、笪家庄村、张村、瑶畈村、大畈村、梅溪村和界田村。